# Rio Maureddus
Il rio Maureddus è un corso d'acqua a regime torrentizio della Sardegna meridionale nei monti del Sulcis.
Secondo la cartografia dell'Istituto Geografico Militare, il rio Maureddus è uno dei due rami che originano il rio Camboni, alla confluenza con il rio Fenugus. Secondo il database idrografico integrato nel navigatore cartografico Sardegna 2D della Regione Sardegna è implicitamente il nome con cui è indicato il rio Camboni prima della confluenza con il Fenugus.
Nel suo breve percorso riceve le acque di deflusso del versante occidentale della cresta montuosa che si estende dal monte Lattias al monte Genna Strinta. Il principale affluente, da sinistra, è S'Arriu de Suttu sa Fai, un ruscello di circa 1,4 km di lunghezza che nasce a quota 950 m dalle creste granitiche del complesso di monte Lattias.

## Cartografia di riferimento
- Cartografia Piano Paesaggistico Regionale, in Sardegna 2D. URL consultato il 16-07-2007 (archiviato dall'url originale il 29 giugno 2007). (Ortofoto IT2006, scala 1:2000, collegata a cartografia IGM e carta idrografica della Sardegna)
- Tavolette IGM (scala 1:25000): Foglio 556, Sezioni II (Assemini) e III (Monte Rosas); Foglio 565, Sezioni I (Capoterra) e IV (Narcao).